# بابوم
بابوم وهو خامس ملك سومري لسلالة كيش الأولى حكم في حوالي سنة 2900 ق م حسب قائمة الملوك السومريين وجاء بعده بوانوم.